# Mîhailivka, Kaniv
Mîhailivka (în ucraineană Михайлівка) este un sat în comuna Hmilna din raionul Kaniv, regiunea Cerkasî, Ucraina.

## Demografie
Componența lingvistică a localității Mîhailivka
     Ucraineană (97,62%)
     Rusă (2,38%)
Conform recensământului din 2001, majoritatea populației localității Mîhailivka era vorbitoare de ucraineană (97,62%), existând în minoritate și vorbitori de rusă (2,38%).